# 埃內斯托·塞迪略
埃内斯托·塞迪略·龐塞·德萊昂（西班牙語：Ernesto Zedillo Ponce de León，西班牙語發音：[eɾˈnesto seˈðiʝo]；西班牙語發音：[erˈnesto seˈðiʝo]，1951年12月27日—），墨西哥經濟學家和政治家。

## 生平
他曾在1994年12月1日至2000年11月30日期間擔任墨西哥總統，為革命制度黨長達七十一年的連續執政時期最後一任民選總統。2000年卸任後，轉而效任全球化議題的發言人，尤其關注全球化對已開發和開發中國家之間關係的衝擊。
他現為耶魯大學全球化研究中心主任以及花旗集團董事。

## 外部連結
- C-SPAN內的頁面（英文）
- 埃內斯托·塞迪略在互联网电影资料库（IMDb）上的資料（英文）
- WorldCat 聯合目錄中埃內斯托·塞迪略的著作或與之相關的著作
- 埃內斯托·塞迪略在《紐約時報》上的節選新聞及評論
- 埃內斯托·塞迪略在名人資料庫（NNDB）
- （西班牙文）生平傳記 （页面存档备份，存于），CIDOB基金會
- （西班牙文）埃内斯托·塞迪略總統任內網站

| 前任： 卡洛斯·薩利納斯 | 墨西哥总统 1994年-2000年 | 繼任： 比森特·福克斯·克薩達 |